# مايك بورنس
مايك بورنس (6 فبراير 1969 في المملكة المتحدة - ) (بالإنجليزية: Michael Burns)‏ هو لاعب كريكت بريطاني. لعب مع نادي وارويكشاير للكريكيت ‏ ونادي مقاطعة سومرست للكريكت ‏.

## وصلات خارجية
- مايك بورنس على موقع إي آس بي آن كريك إنفو (الإنجليزية)